# John Reed (nhà báo)
John Reed (1887 - 1920) là một nhà văn, nhà báo người Mỹ và là người đã sáng lập ra Đảng Công nhân Cộng sản, tiền thân của Đảng Cộng sản Hoa Kỳ vào năm 1918. Ông là tác giả của một tác phẩm nổi tiếng viết về Cách mạng tháng Mười Nga mang tên Ten days that shook the world (Mười ngày rung chuyển thế giới). Ông cũng là chồng của nhà văn, nhà đấu tranh nữ quyền Louise Bryant.

## Cuộc đời
John Reed sinh ngày 22 tháng 10 năm 1887 ở Porland, Oregon, Hoa Kỳ, con trai của Charles Jerome và Margaret (Green) Reed. Sau khi tốt nghiệp phổ thông năm 1906, ông đến học ở Đại học Havard và sau khi tốt nghiệp đại học ông nhanh chóng trở thành một nhà văn và nhà báo khá nổi tiếng. Ông viết nhiều bài báo, truyện ngắn, thơ và cả kịch đăng trên các báo và tạp chí hàng đầu nước Mỹ. Trong khoảng thời gian viết báo, ông đã đi khắp nước Mỹ, được tiếp xúc với nhiều người nên ông phần nào hiểu được đời sống của giai cấp công nhân do đó ông trở nên có cảm tình với giai cấp công nhân.
Khi cuộc Chiến tranh thế giới thứ nhất xảy ra vào năm 1914, John Reed, với tư cách là phóng viên chiến trường, đã đến châu Âu và ông có mặt trên nhiều chiến trường từ Pháp, Đức, Ý, Thổ Nhĩ Kỳ và Nga. Có mặt trực tiếp trong cuộc chiến tranh và trên nhiều chiến trường, ông đã thấy hết sự tàn bạo và phi nghĩa của cuộc chiến tranh này nên khi về nước ông đã viết nhiều bài báo tố cáo chiến tranh. Vì những hành động đó, ông bị đưa ra tòa án New York.
Mùa hè năm 1917, John Reed đến nước Nga. Thời điểm này nước Nga vừa trải qua cuộc Cách mạng tháng Hai và xảy ra một tình trạng chưa từng có, hai chính quyền song song tồn tại: chính phủ lâm thời của giai cấp tư sản và các xô viết đại biểu công nhân, nông dân, binh lính nên nước Nga đang sôi sục chuẩn bị cho một cuộc cách mạng lật đổ chính phủ lâm thời. Khi Cách mạng tháng Mười Nga nổ ra vào ngày 7 tháng 11 năm 1917, John Reed đã luôn có mặt ở những địa điểm nóng bỏng nhất từ Petrograd đến Điện Smonyl. Trước thành công của Cách mạng tháng Mười, năm 1918 khi trở về Mỹ ông cũng nhũng người cùng chí hướng thành lập Đảng Công nhân cộng sản, tiền thân của Đảng Cộng sản Hoa Kỳ. Không chỉ tham gia sáng lập Đảng Cộng sản Mỹ, ông còn hoạt động tích cực trong Quốc tế Cộng sản.
Năm 1920, ông tham dự đại hội công nhân phương Đông. Tại đây, ông bị bệnh cúm nặng và mất vào ngày 17 tháng 10 năm 1920. John Reed được mai táng gần chân tường Điện Kremli tại Moskva cùng với nhiều chiến sĩ cách mạng khác.

## Tác phẩm
- Insurgent Mexico (Quân khởi nghĩa Mexico) (1914).
- The War in Eastern Europe (Chiến tranh tại Đông Âu) (1916).
- Ten Days that Shook the World (Mười ngày rung chuyển thế giới) (1919)
- Daughter of the Revolution and Other Stories (Con gái của cuộc cách mạng và các truyện khác) (1927)